# Chimarrão

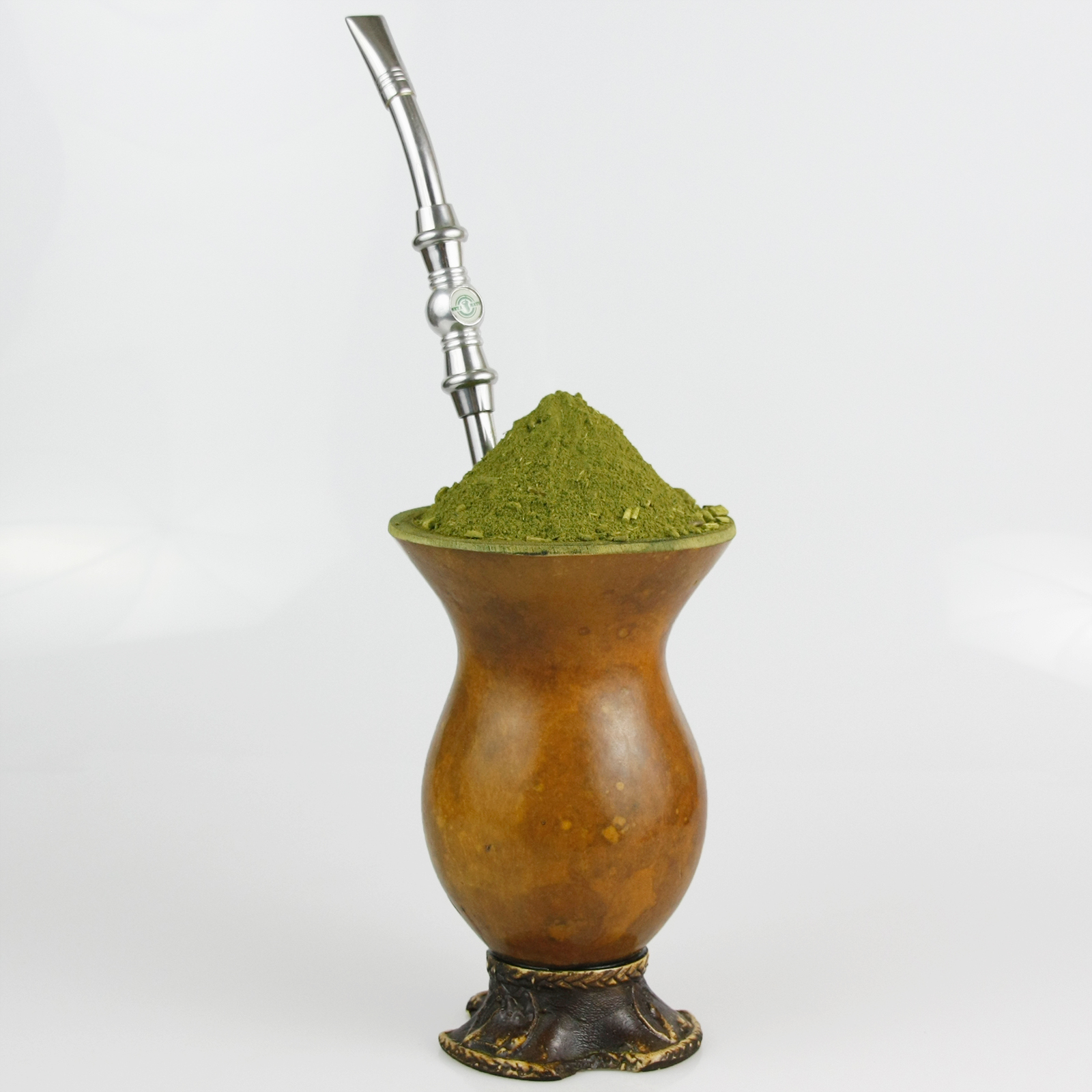
Brazylijskie chimarrão zaparzone w tradycyjnej cui (tykwa) z bombą (rurka).

Chimarrão (czyt. ʃi.maˈʁ.ʁɐ̃w̃), erva mate chimarrão (hiszp. cimarrón) – zmielona na pył i jaskrawo zielona odmiana suszu Yerba Mate (Ilex paraguarensis), uprawiana, produkowana i spożywana w Brazylii, głównie w stanach Rio Grande do Sul, Parana, Santa Catarina oraz Mato Grosso do Sul. Jest to również określenie napoju (maté) z tego brazylijskiego suszu, który pija się tradycyjnie ze specjalnych naczyń o szerokim kołnierzu zwanych cuia przez metalową rurkę z sitkiem zwaną w Brazylii bomba.

## Etymologia
Portugalskie słowo “chimarrão” pochodzi z hiszp. cimarrón, a dalej z karaibskiego języka Taíno simaran i oznacza w Ameryce Łacińskiej:
1. zdziczały (po powrocie na wolność) - w stosunku do zwierząt;
2. wiejski - w stosunku do ludzi;
3. dzikiej odmiany - w stosunku do roślin.

Synonimy: mate, chima, erva mate.
Etymologia nawiązuje do tradycyjnego, dawnego sposobu pozyskiwania liści, które zbierane były z dziko rosnących drzew ostrokrzewu paragwajskiego, w lesie. Obecnie chimarrão, jak inne rodzaje Yerba Mate, produkowana jest na plantacjach. Nadal jednak, istnieją w Brazylii rodziny (np. Gehm, Tolotti), które wytwarzają mate w rzemieślniczy sposób: zbierają ją ręcznie w lesie, z dziko rosnących drzew, ręcznie przeprowadzają twz. sapeco (wstępna obróbka termiczna całych gałęzi mate nad żywym ogniem), mielą ją tradycyjnymi maszynami napędzanymi siłą mięśni i suszą ją we własnym gospodarstwie drewnem z lokalnego lasu.

## Yerba Mate a chimarrão

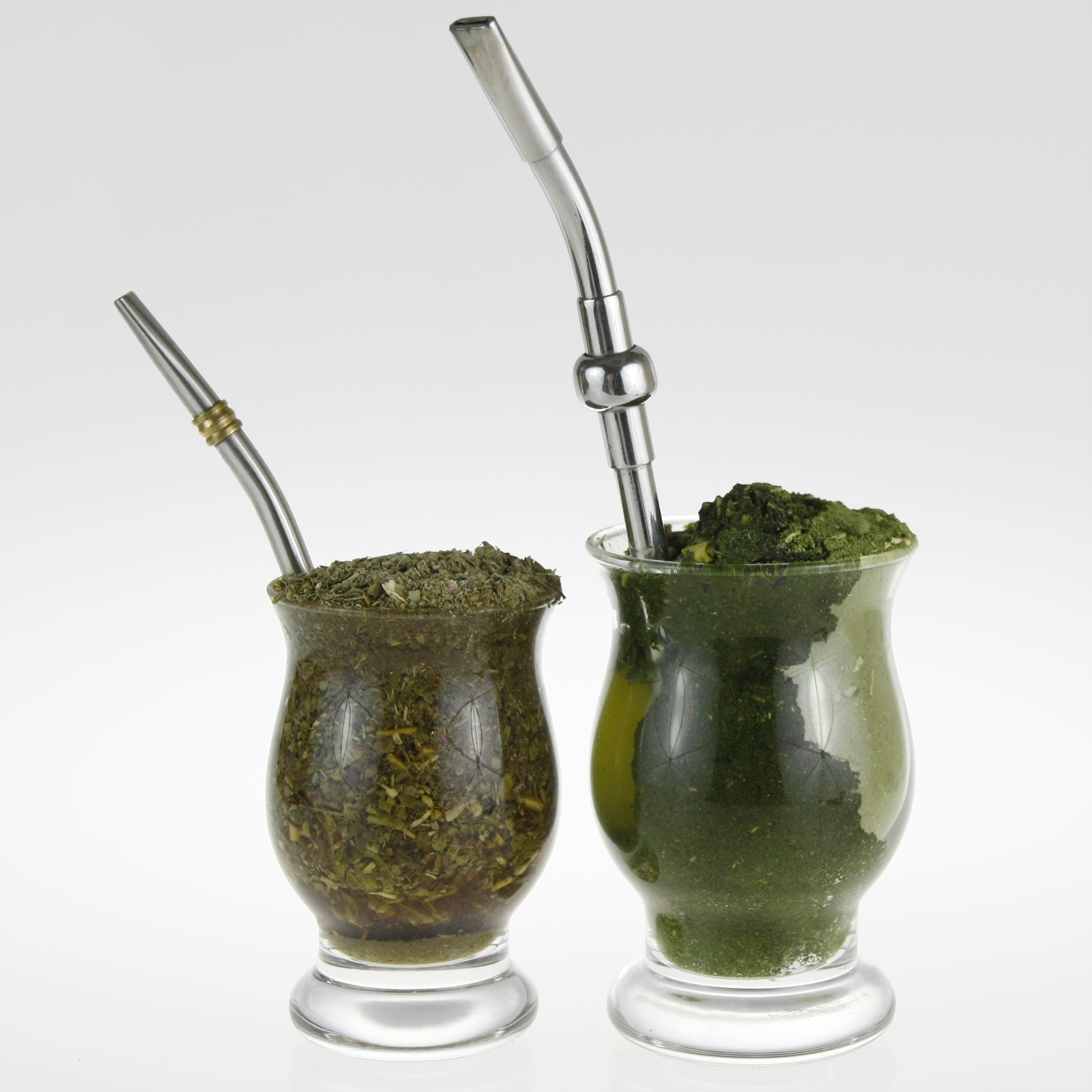
Argentyńska Yerba Mate (po lewej) oraz erva mate chimarrão (po prawej).

Ze względu na swoistą metodę obróbki chimarrão różni się od pozostałych typów Yerba Mate. Liście mieli się na zupełnie gładką, zieloną mąkę i dodaje się do niej pocięte gałązki (około 30%).
Susz chimarrão nie jest leżakowany, jak np. argentyńska czy paragwajska yerba, lecz po wysuszeniu, jest on od razu paczkowany i gotowy do spożycia. Dzięki temu zachowuje jaskrawo zielony kolor i świeży, trawiasty smak.

## Sposób parzenia
Chimarrão parzone jest najczęściej w wydrążonym, grubościennym owocu tykwy zwanym cuia. Jej dno stanowi naturalnie zwężający się koniec owocu od strony łodygi, a góra posiada rozszerzający się kołnierz, który również jest elementem naturalnego kształtu tykwy. Szeroki kołnierz jest niezastąpiony w tradycyjnym sposobie przygotowania chimarrão z tzw. kopczykiem.
Do picia naparu potrzebna jest również specjalna rurka - bomba. Nazwa rurki jest zgrubieniem słowa bombilla podkreślającym znaczną różnicę w rozmiarze. Słowo bomba jest też portugalskim odpowiednikiem hiszpańskiego słowa bombilla.  

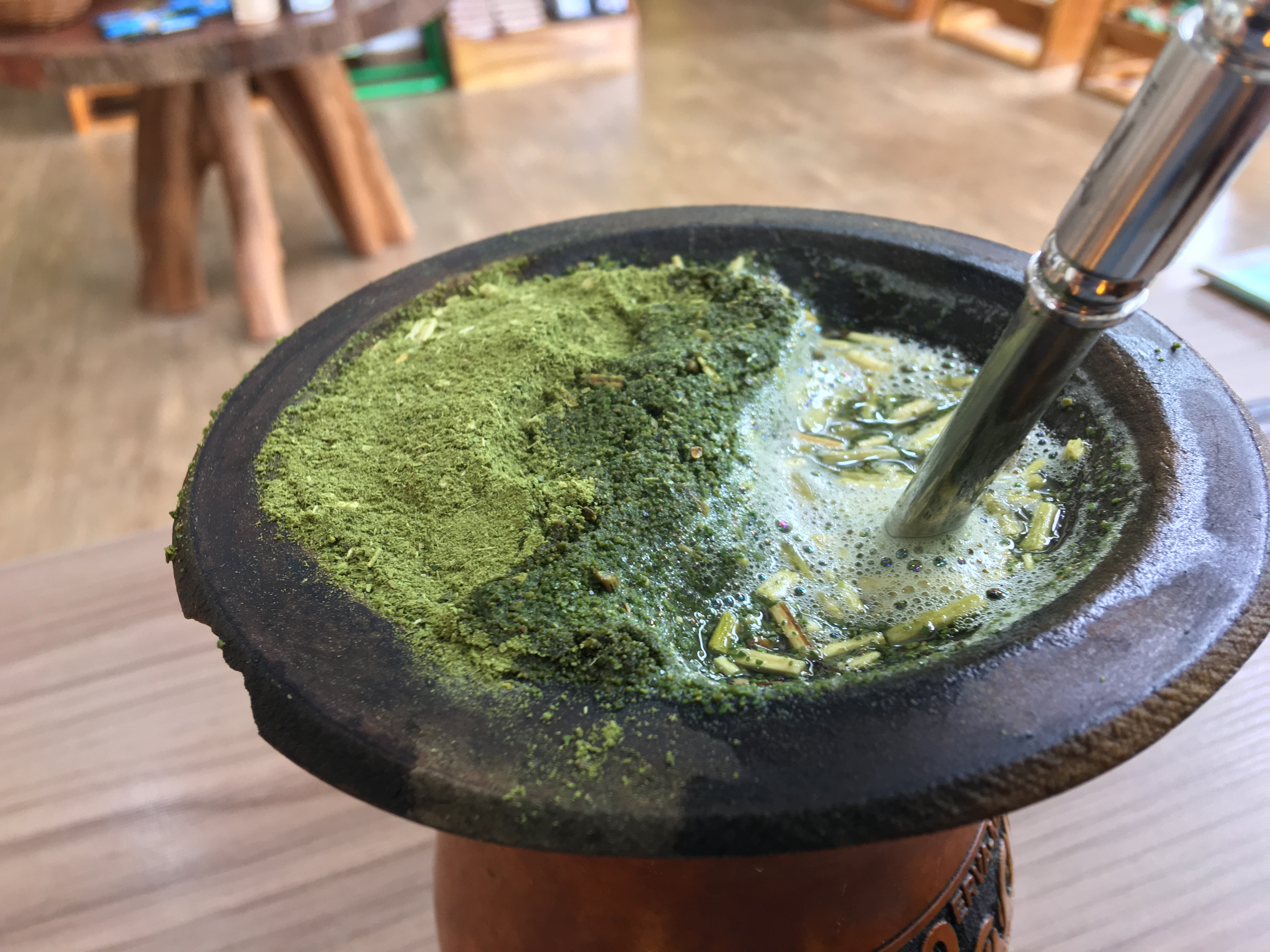
Chimarrão przygotowane klasyczną metodą "gaucho".

Dwa najpopularniejsze sposoby parzenia to:
- Metoda Gaucho - w naczyniu należy usypać “ścianę” z suszu, uklepać ją bombą, a następnie wlać delikatnie zimną wodę tak, aby zamoczyć całą ścianę. Następnie należy włożyć bombę zatykając ustnik, wypić lub wypluć resztę zimnej wody i dopełnić wodą o temperaturze ok. 70 st.
- Invertido - naczynie do poziomu przewężenia należy wypełnić wodą, następnie ostrożnie wysypać na jej powierzchnię susz. Z jednej strony należy odsunąć nieco suszu i włożyć do środka bombę tak, aby susz pozostał na górze. W celu kolejnego zalania należy zrobić otwór w warstwie suszu.

Dobrze przygotowane chimarrão można zalewać nawet 20-30 razy.

## Zawartość kofeiny
Kofeina w liściach ostrokrzewu paragwajskiego jest naturalnym alkaloidem utrudniającym rozwój chorób, a także kiełkowanie innych roślin w pobliżu. Jej wydzielanie zwiększa się w przypadku ekspozycji rośliny na stres (uszkodzenia mechaniczne lub działanie fitofagów).
Stąd liście ostrokrzewu rosnącego na zacienionych stanowiskach w lesie i rzadziej przycinanego mają naturalnie niższą zawartość kofeiny niż rośliny uprawiane na plantacjach. To przekłada się na niższą zawartość kofeiny w kraftowych chimarrão oraz wyższą w ervie pochodzącej z plantacji.

## Proces produkcji
W XIX wieku zakon Jezuitów w argentyńskiej prowincji Missiones zapoczątkował plantacyjny sposób uprawy ostrokrzewu. Na początku XX wieku Jan Szychowski przyczynił się do automatyzacji części czynności, co umożliwiło produkcję Yerba Mate na przemysłową skalę. Rośliny są hodowane w pełnym słońcu i przycinane do formy krzewów, aby ułatwić zbiór. Surowiec do chimarrão obecnie również uprawiany jest na plantacjach.
Po zerwaniu, liście poddawane są procesowi sapeco polegającemu na szybkiemu opaleniu w płomieniach. Ma to na celu zatrzymanie aktywności biologicznej wewnątrz liścia. Poprawne przeprowadzenie tej czynności przekłada się za czysty, przyjazny dla żołądka i zdrowy susz, wolny od fermentujących liści.

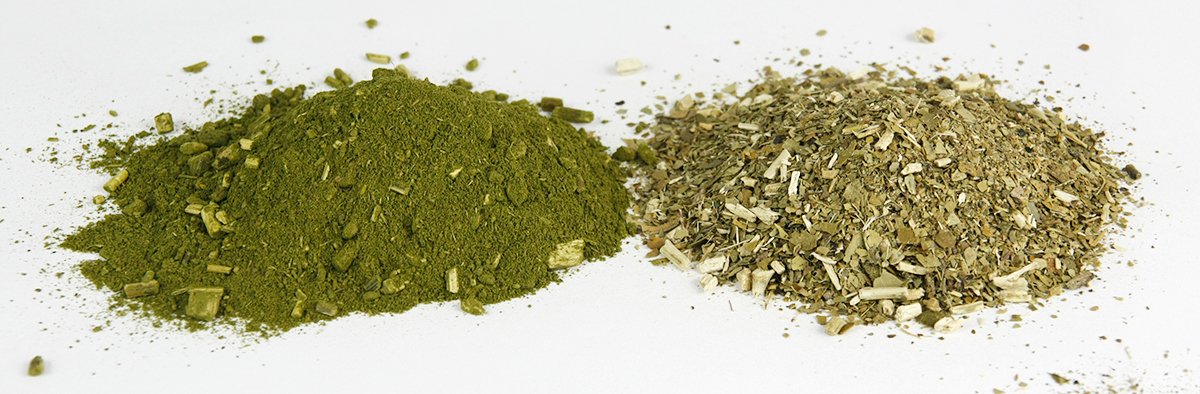
Susz chimarrão (po lewej) oraz susz argentyńskiej Yerba Mate con palo (po prawej)

Wyschnięte liście są mielone na proszek, który miesza się z fragmentami gałązek. Gotowy susz, bez etapu leżakowania, jest od razu konfekcjonowany i gotowy do sprzedaży. W przypadku chimarrão przeznaczanego na export, dla zachowania świeżości przez dłuższy okres, susz pakowany jest w szczelne opakowania próżniowe typu vacuum.

## Roczna produkcja, spożycie, eksport
W 2018 roku w Brazylii wyprodukowano 607 tys. ton chimarrão w czterech stanach:
- Rio Grande do Sul: 297 tys. ton;
- Paraná: 228 tys. ton;
- Santa Catarina: 80 tys. ton;
- Mato Grosso do Sul: 1,6 tys. ton.

Ok. 100 tys. ton chimarrão wyprodukowano na użytek własny, z czego 65% spożywa się w stanie Rio Grande do Sul.
Roczny eksport wyniósł ok. 35 tys. ton, o wartości ok. 1,2 mld Reali brazylijskich. Największym importerem był Urugwaj.

## Marki chimarrão dostępne w Polsce
W polskich sklepach są dostępne chimarrão następujących marek:
- Barão de Cotegipe, Brazylia
- Cambona 4 (marka producenta Barão de Cotegipe), Brazylia
- Gaucha da Serra, Brazylia
- Laranjeiras, Brazylia
- Mate Nativo (marka producenta De Valerio), Brazylia
- Meta Mate, Niemcy/Brazylia
- Rei Verde, Brazylia
- Yacuy, Brazylia
- Verde Mate, Polska